# The Sponge Who Could Fly
«The Sponge Who Could Fly» (с англ. — «Летающая губка») — девятнадцатая (59-я) серия третьего сезона мультсериала «Губка Боб Квадратные Штаны», четвёртый специальный выпуск. Серия также известна под названием «The Lost Episode» (с англ. — «Пропавшая серия»).

## Сюжет
Оказывается, есть одна серия «Губки Боба», которую никто и никогда не видел, ведь эта серия была утеряна! Пират Пэтчи решил её найти по карте. Когда он её нашёл, то оказалось, что этой серии никогда и не было и Пэтчи напрасно трудился. Пэтчи в истерике громит свой дом, но на экране телевизора появляются цифры «10… 9… 8…» и так далее. Пэтчи быстро всё чинит и смотрит настоящую пропавшую серию…
Губка Боб мечтает летать с медузами. Но все смеются над ним как над дураком. А после этого жители Бикини Боттом ещё и разозлились на него за то, что «он мечтает: он не особенный, что одному ему мечтать?» Все погнались за Губкой Бобом, но он падает с обрыва прямо в грязь, а оттуда в перья — таким образом он стал похож на птицу. На следующий день выходят газеты, выставляющие Боба дураком, мечтающим летать. Боб сушится феном после душа, и в этот момент звонит телефон. Разговаривая, Губка Боб засовывает фен в штаны — они надуваются, и теперь на надувных штанах Губка Боб может летать с медузами.
Однако жители Бикини Боттом злоупотребляют новой способностью Боба, заставляя делать его свои дела вместо них самих, так как «летуну всё делать легче». Не выдерживая этого, Губка Боб сбегает к медузам; но старик Дженкинс, который считает, что от всех летательных аппаратов нужно ждать беды, прокалывает штаны, и Боб падает. Пока все хоронят штаны, Губка Боб в одних трусах уходит. Губка Боб грустит, что он не сможет больше летать, но медузы научили его летать без штанов — на них самих. Серия заканчивается тем, что Патрик предлагает Бобу слетать в пиццерию, но после того, как Боб сказал, что больше не летает, Патрик улетает один. Сбитый с толку Губка Боб задаётся вопросом, не показалось ли ему, что Патрик полетел, после чего из любопытства смотрит вслед Патрику.
После окончания серии пират Пэтчи пытается воспроизвести её снова, но он не знает, как перемотать к началу. Он и Потти нажимают множество кнопок на пульте, в ходе чего Пэтчи случайно уничтожает кассету с этой серией — видеомагнитофон начинает выплёвывать ленту кассеты. Пэтчи запутывается в ленте, и теперь пропавшая серия утеряна навсегда. Рассказчик говорит зрителям, что память о Губке Бобе неуничтожима, если о нём помнят в сердце и в уме. А потом он говорит «пропади», но потом меняет на «пока» ещё до появления созвездия Губки Боба.

## Роли
- Том Кенни — Губка Боб, Гэри, пират Пэтчи, дедушка Губки Боба, Фред, рассказчик
- Билл Фагербакки — Патрик Стар
- Роджер Бампасс — Сквидвард
- Клэнси Браун — мистер Крабс
- Мистер Лоуренс — Планктон, лобстер Ларри, Том, Тед, Джонни — Рыбья голова
- Мэри Джо Кэтлетт — миссис Пафф
- Ди Брэдли Бейкер — старик Дженкинс, Деннис, Нэт, Сэндалс, Вобблз
- Сирена Ирвин — Мэйбл, Нэнси, толстая мама
- Джесси Дэвид Корти — Монро, Тайлер
- Сара Пэкстон — ребёнок
- Пол Латз — Лу
- Дилан Хаггерти — диктор
- Стивен Хилленберг — попугай Потти, шахтёр внутри сундука с сокровищами
- Кент Осборн — клоун
- Жанетт Миллер — миссис Джонсон

### Роли дублировали
- Сергей Балабанов — Губка Боб, дедушка Губки Боба
- Юрий Маляров — Патрик Стар
- Иван Агапов — Сквидвард, эпизоды
- Александр Хотченков — мистер Крабс
- Юрий Меншагин — Планктон, пират Пэтчи, эпизоды
- Нина Тобилевич — миссис Пафф, эпизоды
- Алексей Власов — попугай Потти, лобстер Ларри, старик Дженкинс, рассказчик, эпизоды

## Производство
Спецвыпуск «Летающая губка» был написан Полом Тиббитом, Кентом Осборном и Мерривезер Уилльямс; Эндрю Овертум и Том Ясуми взяли роли анимационных режиссёров; главными раскадровщиками серии были Карсон Куглер, Калеб Мойрер и Уильям Рейсс; сценарием сцен игрового кино с Пиратом Пэтчи занимались Джей Лендер и Сэм Хендерсон. Впервые данная серия была показана 21 марта 2003 года в США на телеканале «Nickelodeon».
Марк О’Хэйр занимался режиссурой и анимацией цикла ходьбы Губки Боба в начале спецвыпуска. Цикл возник, когда Дерек Драймон, креативный режиссёр и главный продюсер, позвонил О’Хэйру для предложения работы по фрилансу. Он вспоминал, что съёмочная группа дала ему «плохую» синтезаторную песню и ему сказали сделать «какую-то странную прогулку Губки Боба к ней». Драймон получил этот цикл и назвал его прогулку «Пропавшей серией». Марк понятия не имел, о чём говорит Драймон, пока не узнал, что его работу применили в спецвыпуске «Летающая губка».
Серия «Летающая губка» была выпущена на VHS 4 марта 2003 года. Попутно её выпустили на DVD-диске «Lost at Sea». Она также вошла в состав DVD «SpongeBob SquarePants: The Complete 3rd Season», выпущенного 27 сентября 2005 года, и «SpongeBob SquarePants: The First 100 Episodes», выпущенного 22 сентября 2009 года и состоящего из всех эпизодов с первого по пятый сезоны мультсериала.